# Aurelia Sole
Aurelia Sole (Cosenza, 11 febbraio 1957) è un'ingegnera italiana, prima donna ad essere nominata rettore dell'Università di Basilicata.

## Biografia
Fin da giovane indirizza la sua vita verso lo studio delle materie scientifiche iscrivendosi dapprima al liceo scientifico per poi laureandosi in ingegneria civile per la Difesa del Suolo e la Pianificazione Territoriale. Dopo la laurea ha iniziato a lavorare come borsista all'Istituto Poligrafico e Zecca dello Stato. per poi iniziare la carriera di docente universitario presso la facoltà di Ingegneria dell'Università della Basilicata. Divenuta professoressa ordinaria nel 2006, iniziò a lavorare in contemporanea anche presso l'Università della Calabria e il Politecnico di Bari.
A gennaio 2013 fu nominata prorettore alla didattica e ai progetti di internazionalizzazione dei corsi di studio presso l'Università degli studi di Basilicata, prima donna a ricoprire quel ruolo in una università lucana e il primo ottobre 2014 è stata eletta rettore, succedendo a Mauro Fiorentino.
A dicembre 2020, al termine del suo mandato, è entrata nel consiglio di Amministrazione del Consorzio interuniversitario AlmaLaurea ed è consigliere del CNR. Collabora inoltre con TIM nel progetto per la rete 5G in Basilicata.